# Hedychium tengchongense
Hedychium tengchongense là một loài thực vật có hoa trong họ Gừng. Loài này được Y.B.Luo mô tả khoa học đầu tiên năm 1994.